# 東京大学空間情報科学研究センター
東京大学空間情報科学研究センター（とうきょうだいがくくうかんじょうほうかがくけんきゅうセンター、英称：Center for Spatial Information Science at the University of Tokyo、略称：CSIS）は、1998年4月9日、東京大学に設立された、空間情報科学の開拓と汎用を目指す全学センター（附属機関）。
東京大学駒場IIキャンパス内に所在する。
当初は学内共同利用施設として設立されたが、2006年4月より全国共同利用施設（現・共同利用・共同研究拠点）に指定されている。

## 概要
設立の契機は、1988年の日本学術会議第104回総会の決議に基づき、「国立地図学博物館」（仮称）設立の勧告がなされたことを発端としている。5年余の全国運動の結果、博物館機能を切り離し、研究機能を中心とするセンターの設立を目指す動きが始まった。
その間、構想は当初の「新地図学」から「地理情報科学」へと発展し、1996年、センターの設立を実現する大学として、東京大学が適切であるという判断が下される。東京大学では、1996年、工学系研究科に「地理情報科学ラボ」を設立し、学内で研究セミナーや研究情報の交換を開始。工学系研究科、理学系研究科、経済学研究科、生産技術研究所、人文社会系研究科より設立の要望書が提出され、より高く広い視野の学問を目指して「空間情報科学」を標榜するに至る。
支援運動は国内外でも展開され、1997年には、地理情報システム学会、日本地理学会、応用地域学会、都市住宅学会、関連する民間団体である国土空間データ基盤推進協議会、AM/FMインターナショナル日本、海外の研究機関である国立地理情報分析センター（米国）、地域研究所（英国）、高等空間分析センター（英国）より文部省に設立要望書が提出される。
折りしも、世界では国際標準化機構 (ISO) が空間データ標準化策定を進め、日本では政府が国土空間データ基盤整備計画の実施を始めたころと重なる。学内では蓮實重彦総長をはじめとする全学的な賛同と支援を受け、1998年4月9日、「空間情報科学研究センター」が設立となる。

## 沿革
- 1998年4月 - 東京大学駒場IIキャンパス内に空間情報科学研究センターが設立される（空間情報解析研究部門、空間情報システム研究部門、時空間社会経済システム研究部門の3研究部門）。
- 2005年
  - 3月 - 柏キャンパスに移転。
  - 4月 - 研究部門を現在の4研究部門に再編。
- 2006年4月 - 全国共同利用施設となる。
- 2008年4月1日 - 空間情報社会研究イニシアティブ寄付研究部門を設置（2011年3月31日まで）。

## 組織
- 空間情報解析研究部門
- 空間情報工学研究部門
- 空間社会経済研究部門
- 共同利用・共同研究部門
- 「G空間宇宙利用工学」社会連携・寄付研究部門